# 多西島

多西島（英語：Dorsey Island）是南極洲的島嶼，位於亞歷山大一世島西面，處於威爾金斯冰架，長22公里，最高點是海拔高度500米的斯內爾山，由美國研究隊發現和繪入地圖，現時由南極條約體系管理。